# Nilgau antilop
A nilgau antilop, vagy röviden nilgau (Boselaphus tragocamelus) az emlősök (Mammalia) osztályának párosujjú patások (Artiodactyla) rendjébe, ezen belül a tülkösszarvúak (Bovidae) családjába és a tulokformák (Bovinae) alcsaládjába tartozó faj.
Nemének az egyetlen faja.

## Elnevezése
A nilgau név a hindi नीलगाई (nīlgāī) szóból származik, amely „kék tehenet” jelent (nil = „kék”, gai = „tehén”). Angolul blue bull („kék bika”) néven is ismert.

## Előfordulása
Jelenleg csak Indiában és Pakisztán délkelelti részén él. Bangladesben már kiirtották.
A történelmi időkben jóval nyugatabbra is élt, csontjait megtalálták a Közel-Keleten és Egyiptom területén is. Ott nagyjából időszámításunk előtt 500 körül halt ki, ismeretlen okból.
Elsősorban ligetes erdőkben és nyíltabb bozótosokban élő faj.

## Megjelenése
Mintegy 140 centiméteres marmagasságával és több mint 240 kilogrammos tömegével kifejezetten nagy testű antilopfajnak számít. A bikák egyötöd résszel nagyobbak, mint a tehenek. Testhossza 180-210 centiméter, farokhossza 45-53 centiméter. Mellső lábai kifejezetten hosszabbak a hátsóknál, ezért hátvonala lejtős. Szarva csak a bikáknak van. Szarvai rövidek, nagyjából 20 centiméter hosszúak, egyenesek és hegyesek. Szőrzete rövid és drótszerű. A bikák szőrzete felül szürkés, hasuk fehér. A tehenek világosbarnák. A bikákra jellemző szakállszerű szőrcsomó a torkukon fekete. Mindkét nem nyakát rövid sörény díszíti. Jellemzőjük a fehér foltok a csüdön, a pofán és a füleken. Farkuk végén a bojt fekete.

## Életmódja
A nilgau antilop elsősorban nappal aktív faj. Afrikai rokonaikhoz hasonlóan csoportosan szeret élni. Csak a kifejlett bikák élnek magányosan, velük szemben a tehenek és a fiatal állatok kisebb, 10-15 egyedből álló csoportokban élnek.
Éber és fürge állat. Menekülés közben akár a 48 km/h sebességet is eléri.
Javarészt fűféléket, valamint leveleket és terméseket fogyaszt. Olykor megjelenik a szántóföldeken is és ott legelészésével kárt okoz a gazdáknak.

## Szaporodása
A párzási időszakban a bikák felkeresik a tehenek csoportjait és kisajátítanak maguknak egyet. Onnan igyekeznek minden más kifejlett hímet elűzni. Gyakran vívnak a bikák egymással rituális harcot.  Egy bika megpróbál legalább három tehénnel párosodni. A tehén körülbelül 277 napig tartó vemhessége után egy-három utódot hoz a világra, de legjellemzőbb az ikerszülés.

## Természetvédelmi helyzete
Korábban Indiában közönséges fajnak számított. A szent tehén közeli rokonaként tekintettek rá – szarvatlan nőstények megjelenése különösen tehénszerű- és nem üldözték. Szarvai kicsik és nem sokat érnek, mint trófea, ezért a fehér vadászok sem vadásztak rá. 
Emiatt elég toleráns volt az emberi jelenléttel szemben. 
A 20. században azonban állománya a fokozódó vadászat (főleg húsa miatt) és élőhelyeinek zsugorodása miatt fogyatkozni kezdett.
A Természetvédelmi Világszövetség becslése szerint Indiában mintegy 100.000 egyede élhet, Pakisztánban valószínűleg jóval kevesebb.
Az 1930'-as években betelepítették az Egyesült Államokba, pontosabban Texas állam déli részébe. Ott jelenleg igen elterjedt fajnak számít, állománya elérte a 37 000 egyedet.

## Érdekességek
A Nilgau név feltehetőleg a hindi nil jelentése "kék", és a gau szóból áll, amelyik feltehetőleg az angol cow ("tehén") szóból vettek át.
A tudományos nevét Boselaphus tragocamelus azért kapta, mert többféle állatra is emlékeztet. A névben benne rejlik a Bos (latinul "marha") elaphos (görögül "szarvas"), tragos (görögül "kecskebak") és a kamelos (görögül "teve") szó is.

## Képek

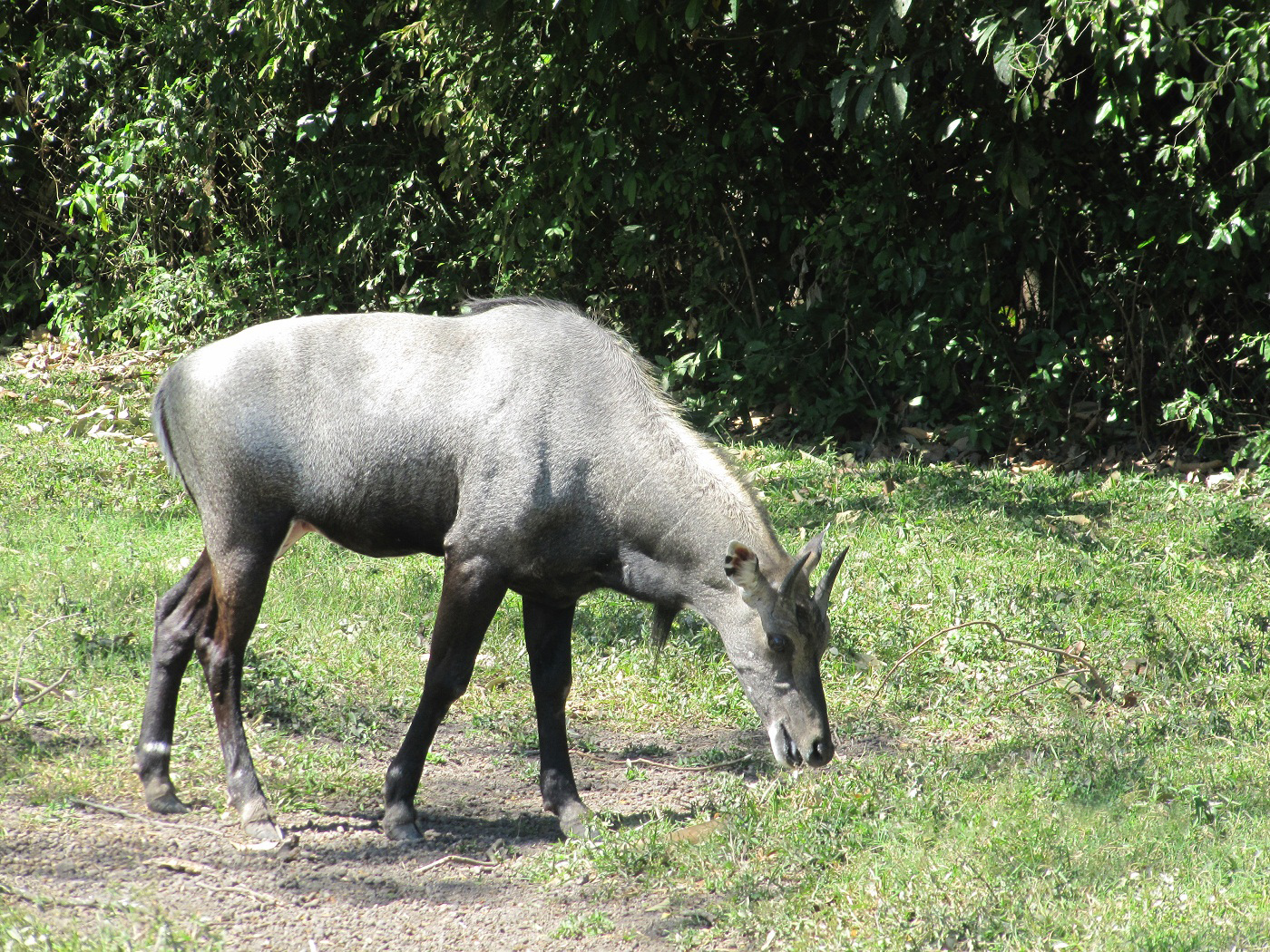
Nilgau antilop bika
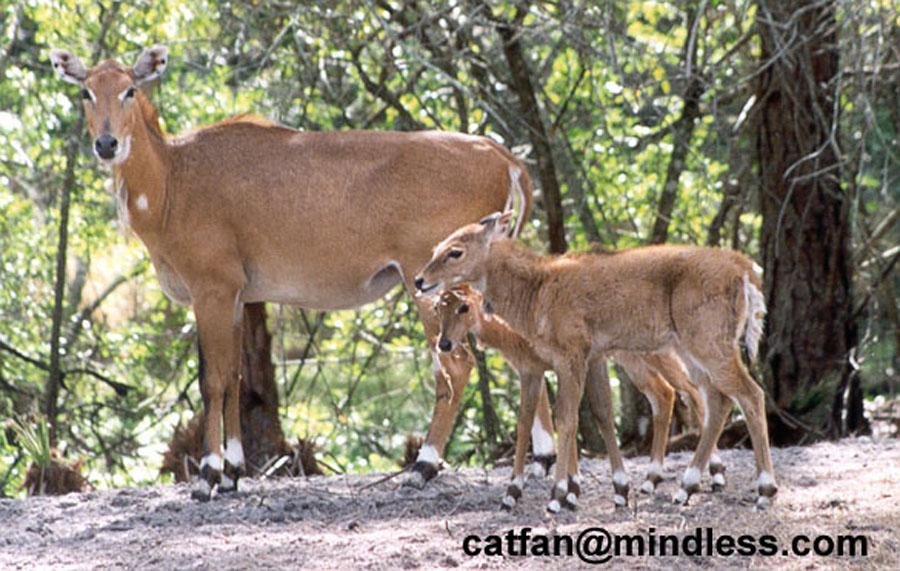
Nilgau antilop tehén és borjai
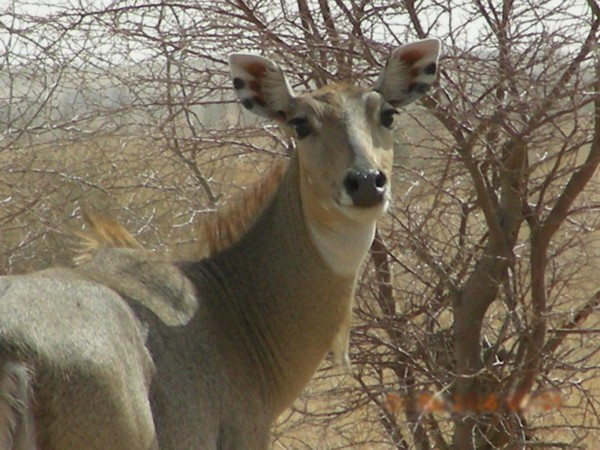
Nilgau antilop
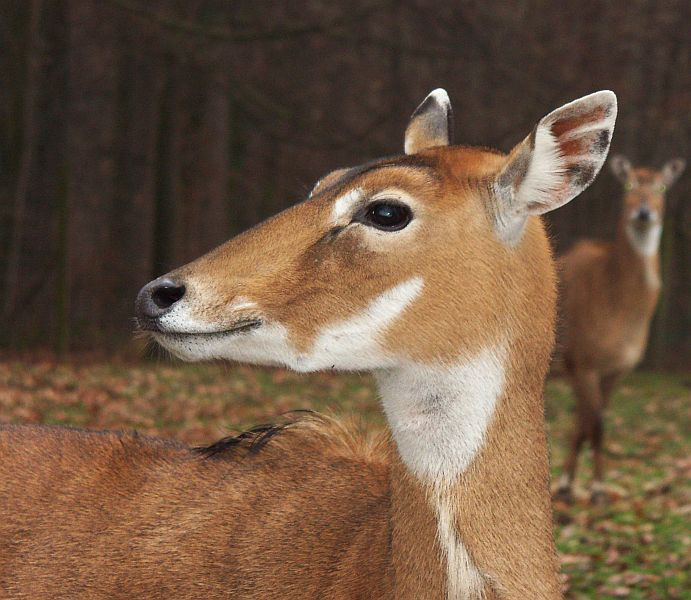
tehenek